# Phare du Janicule
Le phare du Janicule est également appelé phare de Rome ou phare des Italiens d'Argentine. Il se trouve sur la colline du Janicule, dans le Rione Trastevere. Situé à des dizaines de kilomètres de la côte, il n'est pas utilisé pour la navigation, mais est l'un des monuments les plus connus du parc du Janicule. 

## Description
Il a été construit en 1911 sur un projet de l'architecte Manfredo Manfredi. Il est construit en marbre de Botticino : sur une base circulaire se dresse une colonne cannelée qui constitue le corps principal du bâtiment. Plus haut, le chapiteau de la colonne se termine par un abaque circulaire avec la dédicace suivante: 
« A ROMA CAPITALE - GLI ITALIANI D’ARGENTINA - MCMXI »
Enfin, la lanterne en verre surmonte le tout. À l'intérieur, qui n'est pas accessible au public, un escalier en colimaçon mène de l'entrée du phare aux parties supérieures pour conclure l'ascension par une échelle.

## Histoire
Comme mentionné, il n'agit pas comme un véritable phare, mais a une fonction commémorative, un monument national. Il a été érigé grâce à l'initiative d'un comité d'Italiens résidant à Buenos Aires pour célébrer le cinquantième anniversaire de l'unification de l'Italie et témoigner de leur lien avec la patrie d'origine. Parmi les initiateurs, le comte Vincenzo Macchi di Cellere, ministre italien de la République argentine. 
Les promoteurs se sont tournés vers Manfredo Manfredi non seulement en tant qu'architecte, mais également comme député; il s'agissait pour ce dernier de s'occuper des formalités bureaucratiques à la municipalité de Rome, principalement en la personne du maire Ernesto Nathan. Pour sa part, la municipalité a accepté volontiers l'initiative et le phare a été construit en un an (bien que le déclenchement de la grande Guerre ait retardé l'inauguration officielle à 1920). La municipalité avait choisi un site à seulement 400 mètres du monument à Giuseppe Garibaldi. 